# سیلویا فارینا ایلیا
 سیلویا فارینا ایلیا (ایتالیایی: Silvia Farina Elia؛ زاده ۲۷ آوریل ۱۹۷۲) یک تنیس‌باز اهل ایتالیا است.